# Synonchus acuticaudatus
Synonchus acuticaudatus is een rondwormensoort uit de familie van de Leptosomatidae. De wetenschappelijke naam van de soort is voor het eerst geldig gepubliceerd in 1901 door Jägerskjöld.